# Perizoma zenobia
Perizoma zenobia är en fjärilsart som beskrevs av Thierry-mieg 1893. Perizoma zenobia ingår i släktet Perizoma och familjen mätare. Inga underarter finns listade i Catalogue of Life.